# Philipp Schall von Bell
Philipp Schall von Bell († 1560 in Moskau) war Landmarschall des Deutschen Ordens in Livland.

## Leben
Philipp war Angehöriger des westfälischen Adelsgeschlechts Schall von Bell. Er ist im Köln-Bonner Raum geboren, schloss sich dem Orden an und begab sich nach Livland. Von 1541 bis 1543 war er Kumpan des Schäffers in Wenden und von 1545 bis 1551 Hauskomtur in Riga. Hiernach war er von 1551 bis 1558 Komtur von Marienburg. Als letzter Landmarschall des Ordens in Livland bekleidete er dieses Amt in den Jahren 1558 bis 1560. Am 2. August 1560 wurde er in der Schlacht von Ermes von den Russen gefangen und noch vor dem Dezember in Moskau hingerichtet.